# Henri Mveh
Henri Mveh (* 18. März 1951) ist ein ehemaliger kamerunischer Radrennfahrer.

## Sportliche Laufbahn
Mveh war im Straßenradsport aktiv. Er war Teilnehmer der Olympischen Sommerspiele 1976 in Montreal. Kamerun schied mit Joseph Kono, Maurice Moutat, Henri Mveh und Nicolas Owona als einzige Mannschaft aus dem Mannschaftszeitfahren aus.